# إيكاترينا ألكسندروفا
إيكاترينا ألكسندروفا (الروسية: Екатерина Евгеньевна Александрова) هي لاعب كرة مضرب روسية، ولدت في 15 نوفمبر 1994 في تشيليابنسك في روسيا.

## وصلات خارجية
- إيكاترينا ألكسندروفا على موقع رابطة محترفات التنس (الإنجليزية)
- إيكاترينا ألكسندروفا على موقع الاتحاد الدولي لكرة المضرب (الإنجليزية)
- إيكاترينا ألكسندروفا على موقع كأس بيلي جين كينغ (الإنجليزية)
- إيكاترينا ألكسندروفا على موقع بطولة ويمبلدون (الإنجليزية)
- إيكاترينا ألكسندروفا على موقع خلاصة التنس.كوم (الإنجليزية)
- إيكاترينا ألكسندروفا على موقع إي إس بي إن.كوم (الإنجليزية)
- إيكاترينا ألكسندروفا على موقع اللجنة الأولمبية الدولية (الإنجليزية)
- إيكاترينا ألكسندروفا على موقع أوليمبيديا (الإنجليزية)